# Siège de Fukuyo
Le siège de Fukuyo est l'une des nombreuses étapes empruntées par Takeda Shingen dans sa tentative de prendre le contrôle de la province de Shinano. La forteresse de Fukuyo se trouve dans la vallée de l'Ina au sud du lac Suwa. Tozawa Yorichika, un allié de Takatō Yoritsugu, seigneur du château de Takatō, se rend rapidement. La bataille d'Ankokuji fait suite au siège.

## Source de la traduction
- (en) Cet article est partiellement ou en totalité issu de l’article de Wikipédia en anglais intitulé « Siege of Fukuyo » (voir la liste des auteurs).